# Serving Through Science
Serving Through Science fue uno de los primeros programas educativos transmitidos por la televisión estadounidense. Debutó en la cadena DuMont en los Estados Unidos el 15 de agosto de 1946. Este programa semanal era presentado por el Dr. Guthrie McClintock y era auspiciado por U. S. Rubber. 